# Тереса Кабаррус

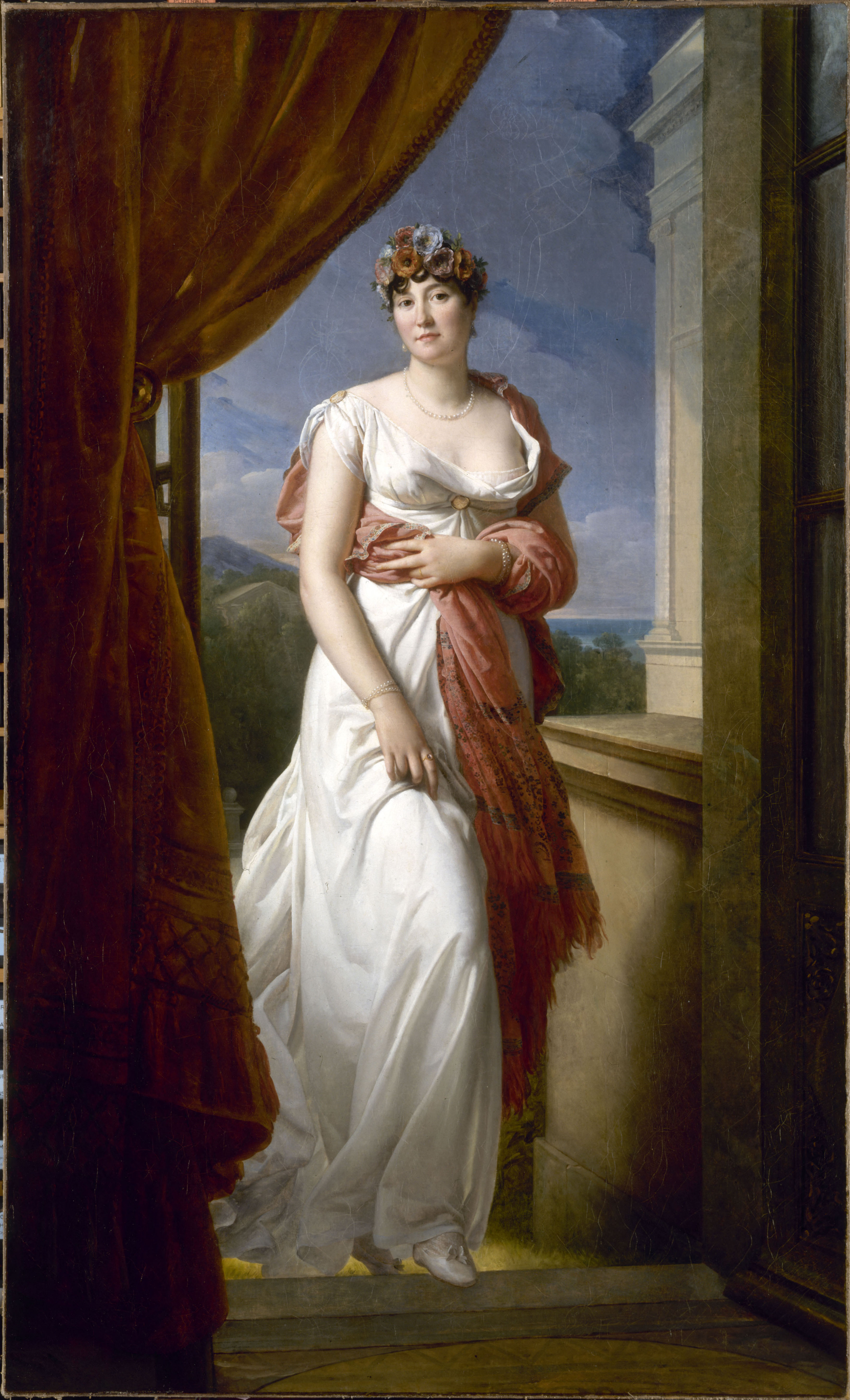
Пртрет Франсуа Жерара (1804).

Тере́са Каба́ррус, Хуа́на Марі́я Ігна́сія Тере́са Каба́ррус, ісп. Juana María Ignacia Teresa Cabarrús, також відома як Мадам Тальє́н (нар. 31 липня 1773, Карабанчель Альто, Мадрид — 15 січня 1835, Шіме, Валлонія) — іспанська дворянка з двору Жана-Ламберта Тальєна, відома як Сеньйора Термідору, «Нотре-Дам де Термідор» (фр. Notre-Dame de Thermidor).
Дочка іспанського графа Франсіска Кабарруса, міністра фінансів Карлоса ІІІ, та арагонської дворянки Антонії Ґалаберт. У 1785 році її відправили на навчання у Францію, там у 1788 вона одружилася з маркізом Жаном-Жаком-Девіном де Фонтене.
Симпатизувала ідеям революції. В 1792 році маркіз розлучається з нею. Тереса переїздить в Бордо, де її арештовують, але Тальєн, спокушений її красою, звільняє її й вони стають коханцями. Потім її ув'язнюють у в'язниці ла Форс, де вона зустріла Жозефіну Боарне, яка стала однією з найближчих її подруг. Її лист до Тальєна, коли вона уже була засуджена до смерті, прискорив падіння Робесп'єра 9 термідора, саме тому її називають «Наша Сеньйора з Термідору». Була однією з найвпливовіших жінок під час правління Директорії, її салон відвідували тогочасні знаменитості. 26 грудня 1794 року уклала шлюбний контракт з Тальєном, від якого мала кілька дітей; Жозефіна Боарне була хрещеною одної з них. Потім у неї з'явилися коханці генерал Ош, Баррас і заможний банкір Уврар. Від останнього мала декілька дітей.
Входила в групу, що називалася «чарівні» (фр. merveilleuses), куди належали й інші впливові жінки епохи, такі як Жозефіна і Жульєтта Рекам'є.
Під час правління Наполеона була виключена зі всіх салонів, бо він вважав її репутацію скандальною. У 1802 році розлучилася з Тальєном і 9 серпня одружилася з Франсуа-Жозефом де Рікетом де Караманом, графом Караману, згодом принц Шіме, від якого мала дітей і була зразково вірною.